# Sisyphus ocellatus
Sisyphus ocellatus är en skalbaggsart som beskrevs av Reiche 1847. Sisyphus ocellatus ingår i släktet Sisyphus och familjen bladhorningar. Utöver nominatformen finns också underarten S. o. nanniscus.